# Fredrick Federley
Fredrick Federley (ur. 6 maja 1978 w Köping) – szwedzki polityk, parlamentarzysta, poseł do Parlamentu Europejskiego VIII i IX kadencji.

## Życiorys
Studiował nauki polityczne i prawne na Uniwersytecie w Örebro. Był pracownikiem społecznym i radnym gminy Kungsör. Zaangażował się w działalność polityczną w ramach Partii Centrum. W latach 2002–2007 pełnił funkcję przewodniczącego jej organizacji młodzieżowej. W 2006 po raz pierwszy został wybrany w skład Riksdagu. W 2010 z powodzeniem ubiegał się o parlamentarną reelekcję w Sztokholmie. W wyborach europejskich w 2014 z ramienia swojego ugrupowania został wybrany na eurodeputowanego VIII kadencji. W 2019 z powodzeniem ubiegał się o reelekcję.
Jesienią 2020 ogłosił odejście z polityki. Doszło do tego po ujawnieniu przez media, że w 2020 związał się z mężczyzną zwolnionym warunkowo, który wcześniej odbywał karę pozbawienia wolności i który został skazany m.in. za wielokrotne zgwałcenie dzieci. W grudniu tegoż roku złożył mandat eurodeputowanego.

## Życie prywatne
Fredrick Federley jest jawnym gejem. Występował również jako drag queen o pseudonimie „Ursula af Drakbane” (okazjonalnie również po wyborze do parlamentu).